# Transition sol-gel
Ne doit pas être confondu avec Procédé sol-gel.
La transition sol-gel d'un matériau, ou gélation, est la transition de l'état de sol (suspension dans un liquide) à l'état de gel (une forme de solide). Elle concerne des matériaux constitué d'entités macromoléculaires capables de se lier de proche en proche. À l'état de sol les entités peuvent se déplacer individuellement, alors qu'à l'état de gel leurs liaisons forment un réseau tridimensionnel à travers l'ensemble du matériau, ce qui lui confère des propriétés d'élasticité.
Cette transition peut être due à une diminution de la température ou à une augmentation du pH, voire au maintien d'un état de repos après agitation. Elle est généralement réversible.